# Pasquale Galluppi

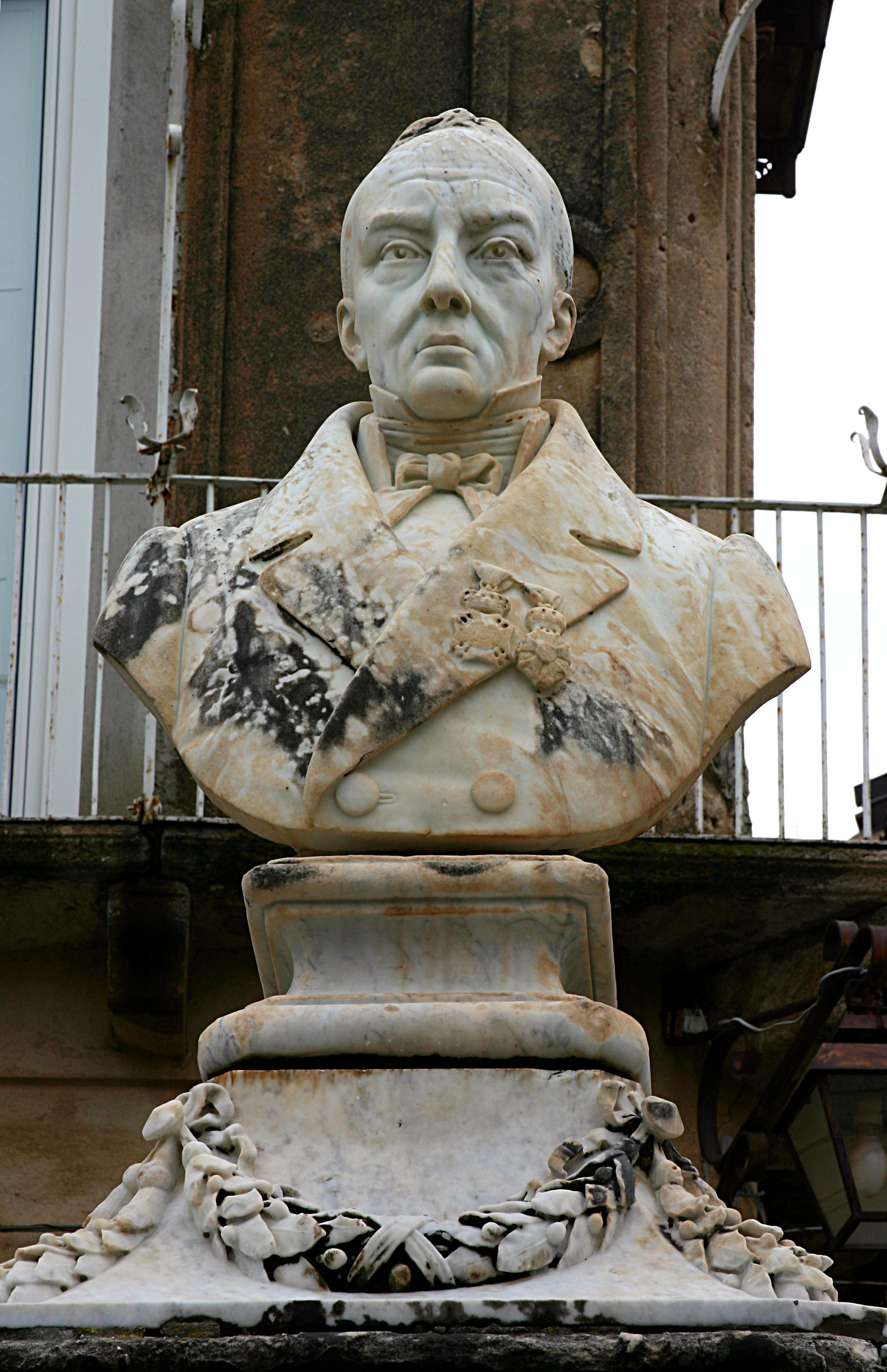
Pasquale Galluppi.

Pasquale Galluppi, född 2 april 1770, död 13 december 1846 var en italiensk filosof. 
Hans viktigaste gärning var introduceringen av europeisk filosofi, speciellt den kantianska, i Italien. Han skrev också vad som kan betraktas det första moderna verket på italienska om filosofins historia. Galluppi var från 1831 till sin död professor i logik och metafysik vid universitetet i Neapel.